# Imperializm

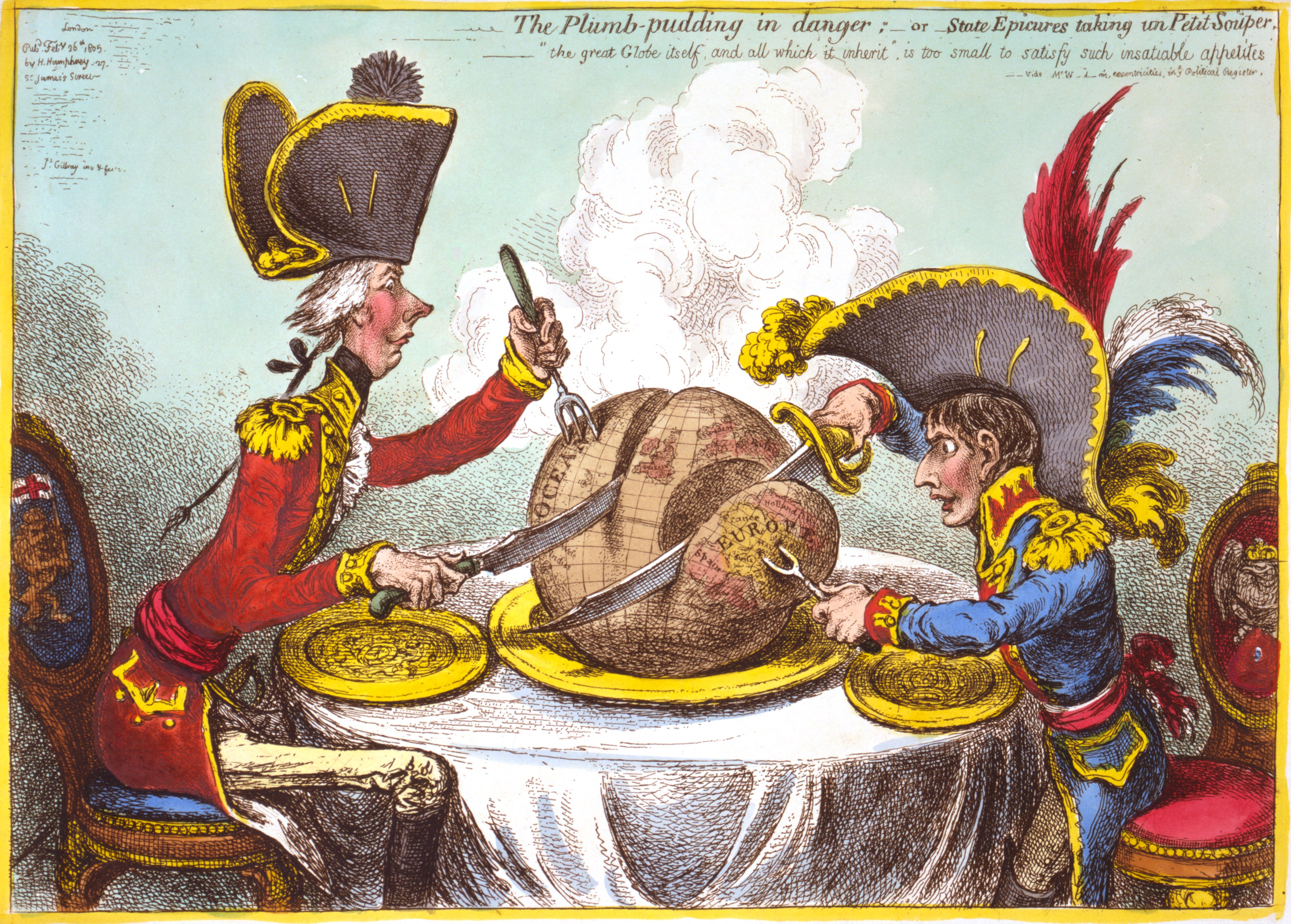
Karykatura obrazująca imperializm. Premier Wielkiej Brytanii William Pitt Młodszy oraz cesarz Francji Napoleon Bonaparte dzielą kulę ziemską na strefy wpływów

Imperializm (od łac. imperium) – polityka państw mocarstwowych, polegająca na podbojach kolonialnych lub dążeniu do podporządkowania sobie innych krajów; mianem imperializmu jest również nazywany okres historyczny zapoczątkowany w ostatniej ćwierci XIX wieku, odznaczający się światową dominacją kilku wielkich mocarstw.
W myśli marksistowsko-leninowskiej, imperializm (czyli kapitalizm monopolistyczny), jest najwyższym i ostatnim stadium rozwoju kapitalistycznej formacji społeczno-ekonomicznej, którego główną cechę charakterystyczną stanowi zastąpienie wolnej konkurencji przez panowanie monopolów. Członków rządów państw imperialistycznych nazywa się imperialistami.
Z kolei antyimperializm to różnie rozumiane przeciwstawianie się imperializmowi.

## Historia koncepcji
W dawnych epokach państwa określane mianem imperiów często odwoływały się do uniwersalizmu. Imperium miało dbać o szerzenie kultury i zapewniać ochronę jego mieszkańców przed „barbarzyńcami”. Przykładem takiego antycznego imperium było Cesarstwo Rzymskie.
Nowożytny i współczesny imperializm sprzyjał jednak występowaniu ideologii nacjonalistycznych, czy wręcz rasistowskich. Skutkiem takiego imperializmu było prześladowanie niektórych narodów podbitych, jak np. germanizacja i rusyfikacja wobec Polaków w okresie zaborów.
Sztandarowymi przykładami XIX-wiecznego imperializmu były imperium brytyjskie i francuskie imperium kolonialne. W drugiej połowie XX wieku utraciły one większość terytoriów zamorskich w procesie dekolonizacji.
Pomoc białym w czasie wojny domowej w Rosji w postaci dostaw sprzętu wojskowego oraz wysłanie oddziałów armii brytyjskiej, francuskiej i USA do Rosji utwierdziło bolszewików w przekonaniu, że nie walczą oni z wrogiem wewnętrznym lecz z siłami światowego imperializmu.
W XXI wieku mianem imperializmu określa się czasem politykę USA wobec Bliskiego Wschodu, Rosji wobec Czeczenii i Ukrainy, oraz Izraela wobec Palestyny.

## Polityka imperializmu
W polityce zagranicznej imperializm wyraża się w podbojach kolonialnych lub dążeniu do podporządkowania sobie innych państw. XIX- i XX-wieczny imperializm był nieodłącznie związany z kolonializmem; cechował się dążeniem do pozyskania nowych terytoriów, dostępu do surowców, zdobycia rynków zbytu, a także tworzeniem baz wojskowych.

## Imperializm w rozumieniu marksistowskim
Pierwsze teorie imperializmu pojawiły się pod koniec XIX wieku. Według nich szybki rozwój państw kolonialnych wynikał z eksploatacji należących do nich kolonii. Zwolennikami takiego poglądu byli przede wszystkim Włodzimierz Lenin i Róża Luksemburg. Do najważniejszych prac Lenina na temat imperializmu należą książka Imperializm jako najwyższe stadium kapitalizmu (1917) i artykuł Imperializm a rozłam w socjalizmie (ros. Империализм и раскол социализма, 1916). Wskazując, że imperializm jest odrębnym, najwyższym i ostatnim stadium rozwoju kapitalizmu, Lenin określił go następująco:

Imperializm jest szczególnym historycznym stadium kapitalizmu. Imperializm posiada trojakie cechy szczególne: jest to (1) - monopolistyczny kapitalizm; (2) - pasożytniczy lub gnijący kapitalizm; (3) - umierający kapitalizm.

W tłumaczeniu Józefa Stalina Lenin nazywał imperializm „kapitalizmem umierającym” dlatego, że imperializm doprowadza sprzeczności kapitalizmu do najwyższego napięcia, do ostatecznych granic, poza którymi ma zacząć się rewolucja socjalistyczna. Propaganda w ZSRR oświadczała, że kapitalizm w stadium imperialistycznego rozwoju nieuchronnie wstępuje w epokę ogólnego kryzysu. Według marksistów na początku XX wieku istniały trzy imperializmy: brytyjski, francuski i niemiecki (głównie w odniesieniu do ich ówczesnych kolonii).

### Imperializm jako kapitalizm monopolistyczny
Koncentracja produkcji, która doprowadziła do utworzenia monopoli dokonywała się w całym okresie kapitalizmu. Jednakże na przełomie XIX i XX wieku w ważniejszych gałęziach przemysłu, a także bankowości, w handlu i transporcie uzyskała takie rozmiary, że doprowadziła do powstania monopoli, które ze swojej strony zmieniły w sposób najbardziej istotny charakter funkcjonowania mechanizmu rynkowego. Dlatego też imperializm określa się bardzo często mianem kapitalizmu monopolistycznego.
Lenin w pracy Imperializm jako najwyższe stadium kapitalizmu rozpoczyna badanie nowego stadium rozwoju kapitalizmu od analizy zmian w sferze produkcji. Ustalił on pięć podstawowych cech ekonomicznych imperializmu:

1) koncentracja produkcji i kapitału, posunięta do tak wysokiego stopnia rozwoju, że stworzyła monopole odgrywające decydującą rolę w życiu gospodarczym; 2) zlanie się kapitału bankowego z przemysłowym i stworzenie na podstawie tego «kapitału finansowego», oligarchii finansowej; 3) wywóz kapitału w odróżnieniu od wywozu towarów nabiera szczególnie ważnego znaczenia; 4) tworzą się międzynarodowe monopolistyczne związki kapitalistów, dzielące świat i 5) zakończył się terytorialny podział kuli ziemskiej przez największe mocarstwa kapitalistyczne.

Józef Stalin określał imperializm jako „wszechpotęgę monopolistycznych trustów i syndykatów, banków i oligarchii finansowej w krajach przemysłowych”. Podstawą i punktem wyjścia przechodzenia do imperializmu był olbrzymi wzrost koncentracji produkcji, tj. wzrost ciężaru gatunkowego wielkich przedsiębiorstw w ogólnej liczbie przedsiębiorstw, ich udziału w ogólnych rozmiarach produkcji, skupianie w wielkich przedsiębiorstwach coraz to większej części siły roboczej i mocy produkcyjnych. Wielkie przedsiębiorstwa usiłują zagarnąć rynek w swoje ręce, zniszczyć konkurentów, lub też dogadać się z nimi i dyktować ceny. Podstawowymi formami kapitalistycznych zrzeszeń są kartele, syndykaty, trusty i koncerny.